# Aleksandr Patronow
Aleksandr Fiedorowicz Patronow, ros. Александр Федорович Патронов (ur. ?, zm. 11 stycznia 1969 w São Paulo) – rosyjski wojskowy (sztabskapitan), oficer 2 pułku Rosyjskiego Korpusu Ochronnego podczas II wojny światowej
Brał udział w I wojnie światowej w stopniu podporucznika. Podczas wojny domowej w Rosji służył w wojskach białych. Od 26 lipca 1919 r. dowodził plutonem kompanii karabinów maszynowych w 3 korniłowskim pułku piechoty. Doszedł do stopnia sztabskapitana. W listopadzie 1920 ewakuował się wraz z resztkami wojsk białych z Krymu do Gallipoli. Zamieszkał w Bośni w Królestwie SHS. Pracował jako nauczyciel. Po zajęciu Jugosławii przez wojska niemieckie w kwietniu 1941 wstąpił do nowo formowanego Rosyjskiego Korpusu Ochronnego. Służył w stopniu Oberleutnanta w 2 pułku. Po zakończeniu wojny wyjechał do Brazylii. Był bratem płk. Iwana F. Patronowa.